# KkStB P
Die Dampflokomotivreihe kkStB P war eine Schmalspur-Heißdampf-Tenderlokomotivreihe der k.k. Staatsbahnen Österreichs.

## Geschichte

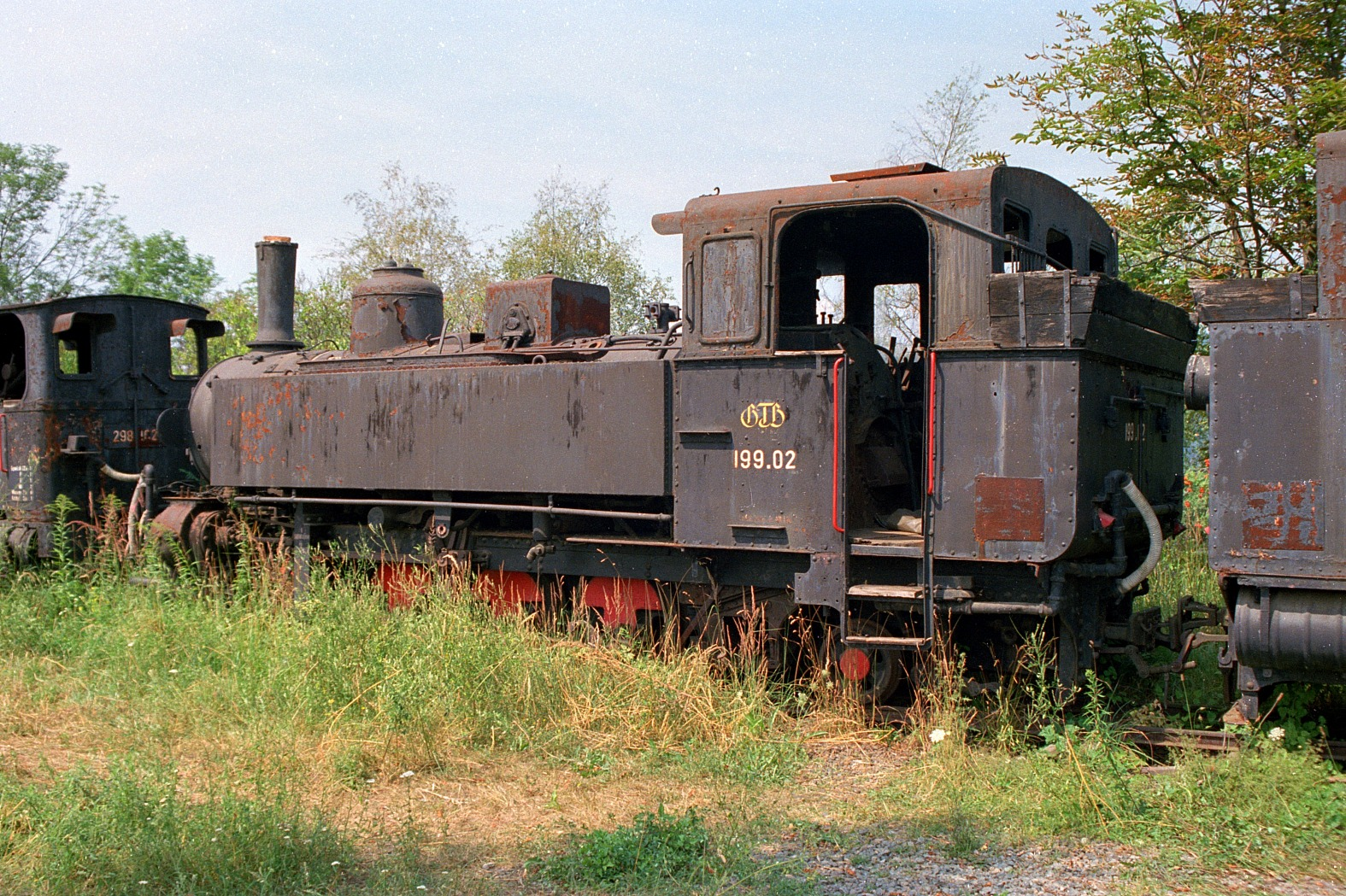
199.02 (BBÖ P.2) in Treibach Althofen (1992)

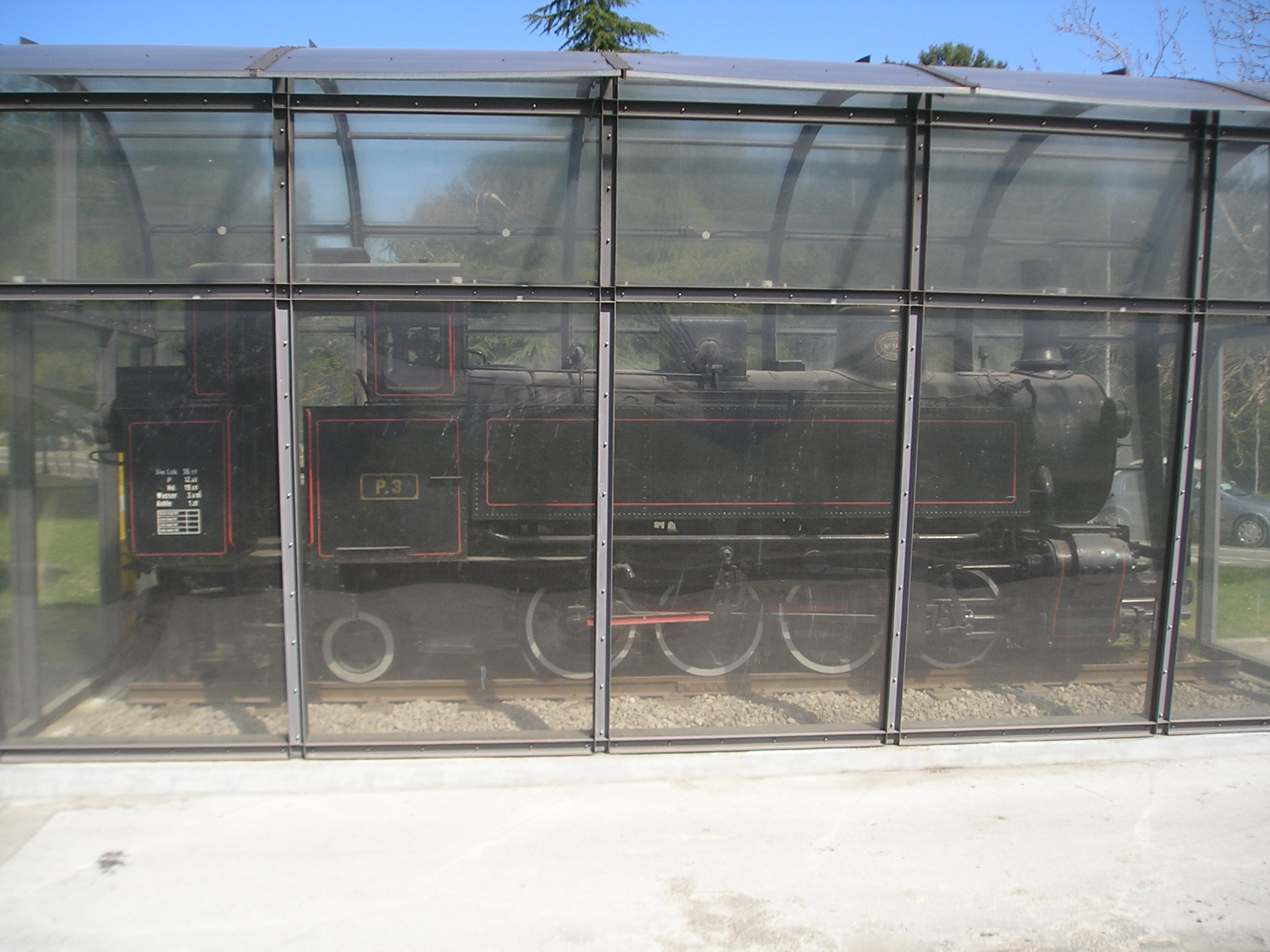
P.3 als Denkmal in Izola

### Italien
Die kkStB beschafften 1911 drei Stück dieser Schmalspurlokomotiven von Krauss in Linz für die Lokalbahn Triest–Parenzo. Aus dem Anfangsbuchstaben von Parenzo (heute Poreč, Kroatien) resultiert auch die Bezeichnung dieser Lokomotivreihe, wobei das fehlende „h“ für den Heißdampf-Antrieb auffällt. Von den Proportionen handelt es sich um eine eigenwillige Mischung aus NÖLB Uh (leicht größerer Kessel und etwas kleinere Zylinder) und Mh (mit 900 mm derselbe Treibraddurchmesser).
Nach dem Ersten Weltkrieg verblieben die Maschinen auf ihrer Stammstrecke und gehörten nunmehr dem Bestand der FS an, die sie als Reihe FS P bezeichnete. Da die FS mit ihr sehr zufrieden waren, bestellte sie 1922 sechs weitere Maschinen dieser Reihe bei Reggiane. Nach aktuellem Stand der Eisenbahnforschung befanden sich diese sechs Maschinen eigentlich bei Krauss in Linz in Bau, wurden aber in Einzelteilen nach Kriegsende an Italien übergeben.
Nach Einstellung ihrer Stammstrecke im Jahr 1938 wurden die nunmehr neun Maschinen auf 950 mm umgespurt und nach Sizilien versetzt. Sie erhielten die Gruppe R.402 und wurden schließlich 1959 ausgemustert.

### Österreich
Die BBÖ, die 1923 die Niederösterreichischen Landesbahnen (NÖLB) übernommen hatten, suchten für die 1927 fertiggestellte Zweiglinie der Mariazellerbahn Ruprechtshofen–Gresten passende Lokomotiven. Da die Streckenverhältnisse ähnlich jenen der Strecke Triest–Parenzo waren, entschied man sich, drei Maschinen der Type P bei Krauss in Linz zu bestellen. In den Dimensionen waren sie identisch mit den kkStB-Maschinen, lediglich die Wasservorräte wurden um 0,5 m³ vergrößert.
Die Deutsche Reichsbahn reihte sie 1938 als 99 1001–1003 ein. In den folgenden Jahren wurde die 99 1001 an die Forstverwaltung Lemberg verpachtet, von wo sie nicht mehr zurückkehrte.
1953 ordnete die ÖBB die beiden verbliebenen Maschinen als 199.02–03 ein, sie kamen nun hauptsächlich auf den Schmalspurbahnen in Kärnten, der Gurktalbahn und der Vellachtalbahn zum Einsatz. Sie wurden 1973 ausgemustert.

## Verbleib
Die FS 402.007, die 1943 nach Parma kam, landete 1963 in Rom und 1967 im Museo nazionale della scienza e della tecnologia Leonardo da Vinci (Wissenschafts- und Technologiemuseum Leonardo da Vinci, Mailand).
Die 199.02 der ÖBB ist in der Fahrzeugsammlung der Museumsbahn Gurktalbahn in Kärnten erhalten geblieben und wurde  im Jahr 2025 an einen neu gegründeten Verein verkauft.
199.03 kam im Zuge eines Fahrzeugtausches ins slowenische Izola, wo sie als Denkmallokomotive an die Parenzana erinnert.